# FBXL12
FBXL12 (англ. F-box and leucine rich repeat protein 12) – білок, який кодується однойменним геном, розташованим у людей на короткому плечі 19-ї хромосоми. Довжина поліпептидного ланцюга білка становить 326 амінокислот, а молекулярна маса — 37 026.
| 10         |  | 20         |  | 30         |  | 40         |  | 50         |
| ---------- |  | ---------- |  | ---------- |  | ---------- |  | ---------- |
| MATLVELPDS |  | VLLEIFSYLP |  | VRDRIRISRV |  | CHRWKRLVDD |  | RWLWRHVDLT |
| LYTMRPKVMW |  | HLLRRYMASR |  | LHSLRMGGYL |  | FSGSQAPQLS |  | PALLRALGQK |
| CPNLKRLCLH |  | VADLSMVPIT |  | SLPSTLRTLE |  | LHSCEISMAW |  | LHKQQDPTVL |
| PLLECIVLDR |  | VPAFRDEHLQ |  | GLTRFRALRS |  | LVLGGTYRVT |  | ETGLDAGLQE |
| LSYLQRLEVL |  | GCTLSADSTL |  | LAISRHLRDV |  | RKIRLTVRGL |  | SAPGLAVLEG |
| MPALESLCLQ |  | GPLVTPEMPS |  | PTEILSSCLT |  | MPKLRVLELQ |  | GLGWEGQEAE |
| KILCKGLPHC |  | MVIVRACPKE |  | SMDWWM     |  |            |  |            |

A: Аланін

C: Цистеїн

D: Аспарагінова кислота

E: Глутамінова кислота

F: Фенілаланін

G: Гліцин

H: Гістидин

I: Ізолейцин

K: Лізин

L: Лейцин

M: Метіонін

N: Аспарагін

P: Пролін

Q: Глутамін

R: Аргінін

S: Серин

T: Треонін

V: Валін

W: Триптофан

Задіяний у таких біологічних процесах, як убіквітинування білків, альтернативний сплайсинг. 